# طرب‌نامه
طرب‌نامه مضحکهٔ موزیکالِ بلندی از بهرام بیضایی نوشته به سالِ ۱۳۷۳ است که بهار و پاییزِ ۱۳۹۵ در کالجِ دی انزا در کوپرتینوی کالیفرنیا به نمایش درآمد.

## متن
نمایشنامه نوشتهٔ بهرام بیضایی به سالِ ۱۳۷۳ است و هنوز چاپ نشده است.

## نمایش
بیضایی این نمایش را در دو بخشِ تقریباً چهارساعته با بازیگرانِ اغلب نوآموز بر صحنه برد: بخش نخست اوایلِ بهارِ ۱۳۹۵ و بخشِ دوّم (پس از نمایشِ «فشرده‌ی بخشِ نخست») در میانه‌های پاییزِ همان سال.
غیر از متین نصیری‌ها در نقشِ غلام سیاه و بازیگرانِ نوآموزِ دیگر، بازیگرانِ حرفه‌ای مانند مژده شمسایی (در نقش زن حاجی) و افشین هاشمی (رئیس مطرب‌ها) نیز در این نمایش بازی کرده‌اند. از بازیگرانِ دیگرش عبارتند از حمید احیا، سپیده خسروجاه، بهزاد گل محمّدی، حسین میرزا محمّدی و شیما خاکی.

## نقد و نظر
سعید شنبه‌زاده به این نمایش سخت اعتراض کرد.